# Crona
Crona és un personatge humà de ficció del manga japonès Soul Eater. És un mestre de l'espasa del dimoni fill/a biològic/a de la bruixa, Medusa Gorgon. El company meister a l'espasa del dimoni reial, Ragnarok, que són impulsats per l'objectiu de la seva mare a convertir-los en un Kishin.

## Personalitat[1]
Descrita per Franken Stein i la seva Percepció de l'Ànima com una persona "introvertida", Crona és pessimista i no té una bona opinió de si mateixa. A causa d'haver estat criada per Medusa Gorgon, és extremadament negativa, a més de nerviosa i pessimista la major part del temps, la qual cosa forma part del seu assetjament des del Ragnarok. En posseir una gran quantitat de timidesa, Crona cita que són incapaces de "bregar" amb moltes coses, ja sigui en relació amb una situació, una acció o un individu específic. Això fa que s'aïllin completament del seu entorn.
Potser el que converteix a Crona en un enemic perillós és el seu estat mental desequilibrat i la seva inclinació a la bogeria (Madness mindset). Aquest estat mental desequilibrat té el seu origen no sols en la influència de la Bogeria de la Sang Negra, sinó també en l'abús que van sofrir per part de Ragnarok i Medusa, que els van obligar a aprendre l'habilitat de matar. A causa d'això, Crona aquesta subjecte a mostrar signes de bogeria i agressivitat, deixant anar comentaris sense sentit i rient en moments aleatoris. Aquest nivell d'abús ha causat que obtinguin un objectiu retorçat d'intentar convertir-se en un Kishin en un intent de ser capaç de "bregar" amb qualsevol tema donat, així com complir amb l'objectiu de Medusa i guanyar no sols la seva acceptació i amor, sinó per a evitar ser abandonat pel seu pare. De la seva pròpia admissió, Crona no entén el concepte de moralitat.
Després de conèixer a Maka i ingressar en la Shibusen, Crona va començar a mostrar trets més positius i va ser capaç de sentir la necessitat de protegir a Maka, que abans era la seva enemiga. La seva integració en Death City i la Shibusen va fer que Crona es relaxés i se sentís feliç. Gran part d'aquest desenvolupament es va perdre a causa d'una espècie d'amnèsia quan Medusa va tornar a integrar la seva mentalitat Madness després de capturar-los de nou en les seves files. No obstant això, Crona va recuperar gran part de si mateix després de la defunció de Medusa i la seva captura per Asura, reflexionant sobre les seves accions i considerant-les imperdonables. En un últim gir heroic, Crona va optar fins i tot per segellar-se amb els Socarra mitjançant l'ús de la Sang Negra i "BREW" pel bé de Maka i del món sencer. En l'animi, la seva reintegració de la seva mentalitat de Bogeria no té lloc, ja que Crona va desenvolupar la suficient confiança en si mateixa com per a acceptar la incapacitat de Medusa per a estimar incondicionalment, reconèixer la seva crueltat i reprendre-la, i fins i tot integrar-se en la cultura escolar de "DWMA".
Crona posseeix algunes peculiaritats. La seva negativitat té suficient "poder destructiu" per a escriure un poema capaç d'evocar a uns altres a lamentar la seva existència, fins i tot a aquells tan odiosos com Black Star o els no-morts com Sid. Crona també té la tendència a recordar redundantment als altres que té Sang Negra en la batalla. A causa de la seva personalitat tímida i nerviosa, Crona té la mania de nomenar parts d'habitacions com "Roomsky Kornerkov" (Senyor Rincón en l'animi), així com de tenir passos arrossegats en general.

## Aparença
Físicament, Crona posseeix una aparença andrògina amb un cos prim, pèl rosa, ulls lavanda i alçada alta. El seu pèl és bastant curt amb diversos flocs llargs i grans, el serrell és recte i acaba per sobre de les celles, però no queda molt uniforme. Dos llargs flocs de pèl s'estenen des del serrell i pengen baixos sobre la cara de Crona.
L'abillament de Crona consisteix en una llarga túnica negra d'estil antic, ajustada i que acaba a mig panxell a les seves cames. La túnica es completa amb grans bessons blancs en els extrems de cada màniga i un alt coll blanc botonat en el coll. Per a les ocasions formals, Crona vesteix un vestit blanc: el vestit és molt senzill, amb pantalons llargs, un abric de mànigues llargues i coll. L'abric sembla cordar-se per davant i per darrere.
L'ànima de Crona en forma "hitomi" apareix com una ànima normal de color clar. Quan s'expandeix, l'ànima apareix en un to més fosc.
De nena, Crona portava un vestit negre fins al genoll. El vestit té un tall rugós en la part inferior, adornat amb diversos diamants blancs. Igual que la roba actual, el disseny de la infància també té el coll i els punys blancs. Les sabates també són relativament iguals. El pèl de Crona és més curt i senzill en aquesta etapa, però en general té el mateix disseny. A més, Crona posseeix pupil·les grans.

## Habilitats
Sang negra: Un tipus de sang especial desenvolupat per Medusa que atorga a Crona habilitats úniques com la unió única entre ells i Ragnarok, que els permet guanyar poder després que Ragnarok mengi ànimes i la manipulació de la seva pròpia sang liquant-la o endurint-la.
Ragnarok: A causa de la seva unió després de ser fosos en una olla de Sang Negra i la mescla abocada en el torrent sanguini de Crona, Ragnarok i Crona comparteixen un poderós vincle de Meister i Arma Demoníaca. Maka va comentar que és degut al suport de Ragnarok sobre el seu sistema muscular juntament amb els seus moviments és que Crona pot realitzar gestes extraordinàries, relacionades amb la força, com bloquejar la Caça de Bruges amb un sol braç. També regula la sang de Crona i l'endureix per a evitar que danyi a Crona. Aquesta capacitat és prou poderosa com per a bloquejar els atacs de la Dalla Demoníaca.
Transformació: Usant les habilitats de manipulació de la Sang Negra, Ragnarok pot convertir-la en transformacions.
Bogeria de la Sang Negre: Segons el Petit Ogre, aquesta Bogeria permet a Crona ser incapaç de sentir por i "negar" tant la seva pròpia ànima com la de l'oponent. Això dona lloc a una naturalesa i un estil de lluita més erràtics.
Arma definitiva tipus Meister: A causa de la fusió de Crona i Ragnarok junts, se'ls considera una forma avançada de meister i arma. Uns dels avantatges d'aquesta mena d'unió és la gran varietat d'atacs de Ragnarok que Crona pot triar.
Control de la longitud d'ona: Com meister, Crona és capaç de controlar la seva pròpia Longitud d'Onda de l'Ànima.
Kenjutsu: Crona és un espadatxí extremadament hàbil, havent estat capaç de matar fàcilment i ràpidament a tota la banda Materazzi i lluitar contra gent com Maka Albarn amb la Dalla Demoníaca Comealmas en més d'una ocasió, demostrant ser l'oponent superior en un cas. L'estil de Crona es caracteritza per un estil erràtic i embogit en el qual aclapara als oponents a causa de la seva incapacitat per a bloquejar un atac amb armes demoníaques normals mentre utilitza la "ressonància screech". L'habilitat de Crona va millorar més tard i després d'absorbir a Asura, van anar hàbilment capaces de mantenir-se amb Black Star i Maka Albarn simultàniament.
Estil de Tres Espases: Segons el revelat per l'observació de Black Star, Crona pot utilitzar l'Estil de Tres Espases, fent ús dels dos parells de braços addicionals en la batalla